# Lyssomanes sylvicola
Lyssomanes sylvicola är en spindelart som beskrevs av Galiano 1980. Lyssomanes sylvicola ingår i släktet Lyssomanes och familjen hoppspindlar. Inga underarter finns listade i Catalogue of Life.